# Laomedeia (mjesec)
Laomedeia (također Neptun XII) je prirodni satelit planeta Neptun, iz grupe nepravilnih satelita, s oko 38 kilometara u promjeru i orbitalnim periodom od 3171.33 dana.